# Tapinoma atriceps
Tapinoma atriceps este o specie de furnici din genul Tapinoma. Descrisă de  Emery în 1888, specia este endemică în Brazilia și Paraguay.